# Andrej Dmitrievič Archangel'skij
Andrej Dmitrievič Archangel'skij in russo Андрей Дмитриевич Архангельский? (Rjazan', 8 dicembre 1879 – Mosca, 16 giugno 1940) è stato un geologo russo.

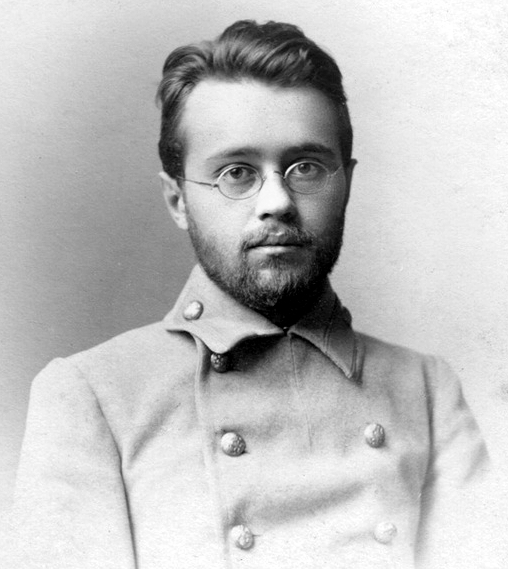
Andrej Archangel'skij

Docente all'università statale di Mosca, nel 1928 ottenne per i suoi lavori il premio Lenin. Un cratere su Marte prende nome da lui.